# Danny Demyanenko
Danny Demyanenko, de son nom complet Danny Demyanenko Jimenez, né le 13 juillet 1994 à Toronto est un volleyeur canadien. Il mesure 1,96 m et joue central.

## Biographie
Danny Demyanenko est né le 13 juillet 1994 à Toronto. Sur le plan sportif, il se destine d'abord à la natation, et obtient notamment de bons résultats en 50 mètres nage libre,.
Il s'oriente finalement vers le beach-volley puis le volley-ball au lycée au sein de la St. Michael's College School (en) où du haut de son mètre quatre-vingt-seize il joue au poste de central et participe lors de sa dernière année à une tournée victorieuse aux États-Unis.
En paire avec Garrett May ou Andrew Kocur, il joue quelques tournois de beach-volley et représente le Canada pour les championnats du monde junior de beach-volley en 2012 avec Garrett May, ils terminent quatrième.
En juin 2012, il intègre pour la première fois une équipe de jeunes canadienne et participe au Championnat d'Amérique du Nord de volley-ball masculin des moins de 21 ans 2012 où il perd en finale face aux États-Unis.
Ses bons résultats en club et en sélection lui ouvre les portes du sport universitaire nord-américain et des universités : la prestigieuse Université de Californie à Los Angeles (via l'équipe de volley des Bruins d'UCLA) le regarde avec intérêt, mais il choisit finalement de rester en Ontario et intègre l'Université McMaster à Hamilton et ses Marauders. Pendant quatre ans, il y effectue des études de droit tout en continuant le volley universitaire,. Il s'illustre dès la première année en se voyant décerner à la fin de la saison trois récompenses individuelles : Rookie de l'année, membre de l'équipe des rookies et membre de la seconde équipe type de l'année (c'est-à-dire pas celle composée des six meilleurs, mais celles composées des six « deuxièmes meilleurs ») de la ligue ontarienne,.
En 2015, il est sacré MVP de la saison régulière de l'OUA, que son université à largement dominé avant de finir troisième des finales nationales (SIC) puis appelé en équipe B du canada lors du stage préparatoire aux jeux panaméricains de 2015 se tenant à Toronto.
Lors de l'été 2017, il décide de mettre ses études entre parenthèses et de passer la cap du professionnalisme et s'engage avec le club de première division française des Spacer's de Toulouse, club avec qui il continue en 2018 et 2019.
En avril 2020, après trois saisons à Toulouse, il s'engage en faveur du club de Montpellier Volley, à partir de la saison suivante.
Pour la première édition de la ligue des nations masculine de volley-ball, en 2018, Danny Demyanenko est sur la liste des pré-sélection de l'équipe A du Canada, mais n’apparaît pas dans la sélection finale. Quelques mois plus tard, il en est de même pour le championnat du monde masculin de volley-ball 2018 (où le Canada est éliminé au deuxième tour).
En 2019, le Canada envoie l'équipe B à la coupe panaméricaine de volley-ball masculin de Mexico et Danny Demyanenko en est le capitaine, mais le Canada ne sort pas de sa poule, surclassé par l'Argentine et Cuba. Il ne participe pas à la ligue des nations masculine de volley-ball 2019 bien qu'il soit pré-sélectionné. Le Canada participe ensuite à la NORCECA Champions Cup 2019, où il est de nouveau sélectionné et de nouveau capitaine. Puis il est sélectionné pour la coupe du monde de volley-ball masculin 2019, où il joue assez peu et où le Canada fini neuvième.

## Carrière

### Universitaire
| Club                  | De        | À         |
| --------------------- | --------- | --------- |
| Marauders de McMaster | 2013-2014 | 2016-2017 |

### Professionnelle
| Club                     | De        | À         |
| ------------------------ | --------- | --------- |
| Spacer's Toulouse Volley | 2017-2018 | 2019-2020 |
| Montpellier Volley       | 2020-2021 | en cours  |

### Internationale
| Equipe | De   | À        |
| ------ | ---- | -------- |
| Canada | 2018 | en cours |

## Palmarès
- Coupe du monde
  - 9e place : 2019.
- Ligue des nations
  - 7e place : 2018.
- Championnat d'Amérique du Nord U21
  -  : 2012[10].

## Distinctions individuelles
- 2012 : Meilleur attaquant – Championnat d'Amérique du Nord U21.